# Coraixe (sura)
Coraixe (em árabe: سورة قريش; romaniz.: Qurayx) é a centésima sexta sura do Alcorão e tem 4 ayats.